# Miriam Urkia González
Miriam Urkia González (Aretxabaleta, Guipúzcoa, 31 de marzo de 1965) es una doctora en Filología Vasca, especializada en lexicografía y nuevas tecnologías. Es académica de Euskaltzaindia, Academia de la lengua vasca desde 2003.

## Biografía
Miriam Urkia nació en la localidad guipuzcoana de Aretxabaleta en 1965, se licenció en Filología Vasca en la Universidad de Deusto en San Sebastián (EUTG) en 1988 y se doctoró en la Universidad del País Vasco (UPV / EHU) en 1997 con la tesis Euskal morfologiaren tratamendu informatikorantz  "donde propone un analizador / generador morfosintactico automático para el euskara, llamado Morfeus".
Sus campos de investigación son la lexicografía, corpus, morfología computacional y tecnologías del lenguaje. Es investigadora del grupo Ixa y experta en lexicografía de la lengua vasca. 
En 1983 comenzó a colaborar en UZEI, centro de terminología y lexicografía creado para la investigación y adaptación de la lengua vasca a los cambios de la sociedad y desde 1992 dirige el departamento de Lexicografía. En UZEI ha creado varios recursos lingüísticos: el Diccionario de Frecuencias del Euskera, Atzekoz aurrera – Diccionario de Terminaciones del Euskera, el Diccionario de Sinónimos, Xuxen, corrector ortográfico en euskara, EUSLEM, un lematizador/etiquetador de textos en euskera así como, entre otros, el Corpus estadístico del euskera del Siglo XX.
Responsable del diccionario de Euskaltzaindia, ingresó en la Academia de la Lengua Vasca en 2003, su discurso se tituló Desde el Diccionario hacia la cofradía. Con la academia vasca colabora especialmente con los trabajos sobre el léxico relacionados con la tecnología.  
Miembro del Consejo Asesor del Euskera desde 2007.
En junio de 2019 recibió el Premio Pluma de Oro por su contribución al euskera.

## Premios
- Premio Pluma de Oro, 2019[10]